# Кеза (платформа)
Ке́за — пассажирская платформа Горьковской железной дороги Нижегородской области, находится на железнодорожной ветке Нижний Новгород — Котельнич. Расположена в 45 км от Нижнего Новгорода, время движения до станции 45 минут. Станция окружена садоводческими участками и не имеет прямых выходов к каким-либо населённым пунктам. Предназначена для высадки и посадки дачников. Оборудована двумя низкими боковыми платформами. Одна из двух станций на участке Нижний Новгород-Семёнов, не оборудованных высокими посадочными платформами.